# Ірисор великий
Ірисор великий (Rhinopomastus cyanomelas) — вид птахів родини слотнякових (Phoeniculidae).

## Поширення
Вид поширений у Східній та Південній Африці. Мешкає у сухих лісах та саванах.

## Опис
Птах завдовжки 26-30 см. Вага 24-38 г. Оперення чорного забарвлення з синім відтінком. На крилах є білі плями. Схожий на нього слотняк пурпуровий (Phoeniculus purpureus) відрізняється зеленкуватим відтінком. Хвіст довгий, ступінчастий з білими плямами на кермових перах. Ноги короткі, чорні. Дзьоб чорний довгий і загнутий.

## Спосіб життя
Трапляється парами або невеликими групами до 5 птахів. Живиться комахами та іншими безхребетними, яких знаходить у гнилій деревині або під корою. Розмножується в сезон дощів або цілий рік. Гнізда облаштовують у дуплах. У кладці 2-4 білих яйця. Насиджує самиця. Інкубація триває 13-14 днів. Вигодовування триває 21-24 дня.